# Xaverio
Xaverio es el nombre artístico del pintor y escritor español Javier Muñoz Bullejos (Granada, 1956), adscrito a la estética cuántica y artífice plástico de los llamados “petrales”. Es autor asimismo del libro Indalo Codex.

## Biografía
Xaverio nació en la ciudad española de Granada en 1956, el tercero de una familia de ocho hermanos. Sus padres regentaban un camping, lo que le permite al futuro pintor neutralizar el aislamiento de la España de la época, estableciendo contacto con gentes de todo el mundo y aprendiendo, entre otras lenguas, el francés, el inglés, el calé y el italiano.
Creativo, polifacético y autodidacta, Xaverio realiza su primera exposición individual en 1977 en la Galería de Arte Narra (Almuñécar, Granada).
Estilísticamente Xaverio comienza a investigar junto con el pintor Vicente Aunión en lo que denominaron “Sensorio-simbolismo”, formas de fluidos corporales con carácter orgánico-natural que producen imágenes o sensaciones anímicas. Este aspecto psicológico de la obra de Xaverio le hace evolucionar hacia un arte meditativo, en cuya elaboración irá acuñando progresivamente el concepto de “petral”, por el que es mundialmente conocido, consistente en la pulverización de pigmentos, minerales, piedras preciosas y semi preciosas, con las que se impregna la superficie del cuadro consiguiendo un cromatismo intenso lleno de sutiles matices que refracta la luz y permite miles de combinaciones tanto figurativas como abstractas, símbolo de lo que el pintor denomina “esencia cuántica”.
En 1983, la galería catalana Tertre expone los primeros pestales en la Feria Internacional de Arte Contemporáneo de Madrid ARCO 83. Space Regnard, de París, le lleva igualmente en 1989 a la Feria Internacional de Arte Contemporáneo de Valencia. En 1996, expone una retrospectiva en la Galería Meredith Nelly Latin American Art, en Santa Fe (Nuevo México, EUA). Posteriormente la prestigiosa galerista Laura Carpenter le invita a su residencia estudio para artistas Brownell Howlland, donde inicia una estancia y producción periódica, hasta el punto de que se le considera un artista latino americano. Obras suyas se cuelgan en el Capitolio de Santa Fe, así como en varios de los museos de este Estado. También en 1996, elabora con el lama Osel la colección “Energía positiva”, que se expone en la Galería Arte Directo (Granada, España).
En 1998, Xaverio se adhiere al Grupo de Estética Cuántica y, en febrero de 1999, junto con el escritor Gregorio Morales, redacta el Manifiesto del Grupo de Estética Cuántica, que firmarán artistas plásticos y gentes de letras de todo el mundo. Al año siguiente, 2000, inaugura en el Untitled Center of the Art de Taos (Nuevo México, EUA) su exposición “Quantum Soup”, y seguidamente, con un ligero intervalo, en la Fundación Caja Granada (Granada, España), la serie “Estética Cuántica”, cuyo catálogo escribe Gregorio Morales.
En septiembre del 2002, becado por la Hellen Wurlitzer Foundtion en Taos (Nuevo México, EUA), comienza a imaginar los primeros mensajes que se plasmarán, en una larga e inspirada escritura, en su libro Incalo Codex, que aparece en 2008 prologado por el exdirector General de la UNESCO Federico Mayor Zaragoza.

## Obras en colecciones y museos
- 2000

Museo Reina Sofía (registro ADO 1712), Madrid, España. 
Fundación Caja de Granada, España. 
- 1999

Colección Marques de Cadimo: Sr. M. Almansa Moreno Barreda, España. 
Museo Postal y Telegráfico (n.º MPT 2832), Madrid, España. 
- 1998

Galería de la Academia de Ciencias y Arte de Novi Sad, Serbia. 
Fondos de Arte del Instituto de Cooperación Iberoamericana I.C.I., Madrid, España. 
- 1997

Capitol Art Fundation, Santa Fe, New Mexico, USA. 
Fine Arts Museum, Santa Fe, New Mexico, USA. 
Fondo de Arte del Ayuntamiento de Granada, España. 
Fondos de Arte de la Casa de la Cultura de Ador, Valencia, España. 
Fondos de Arte de la Casa de la Cultura de Xeresa, Valencia, España. 
Fondos de Arte de la Casa de la Cultura de Villalonga, Valencia, España. 
Fondos de Arte de la Casa de la Cultura de Oliva, Valencia, España. 
Fondos de Arte de la Casa de la Cultura de Almoides, Valencia, España. 
- 1994

Fundación Legado Andalusí, Granada, España. 
Museo Nacional, Minsk, Republic of Bielorrusia. 
Fundación Belarus, Minsk, Republic of Bielorrusia. 
- 1993

Su Santidad el Dalai Lama del Tíbet. 
Biblioteca Nacional de Madrid, Madrid, España. 
- 1992

Fans
Su Majestad la Reina Doña Sofía, España. 
SS. MM. Los Reyes de Grecia, Hijos y Princesa Irene, Grecia. 
S.A.R. La Infanta Elena de Borbón, España. 
S.A.R La Princesa Diana de Gales, Gran Bretaña. 
S.A.R. Príncipe heredero Alberto de Mónaco. 
S.A.R. La Reina Margarita de Dinamarca. 
S.A.R. la Princesa Lalla Hasnaa de Marruecos. 
S.A.R. la Princesa Margarita de los Países Bajos. 
S.A.R. Princesa Maha Chakri Sirindorn de Tailandia. 
Colección de la Duquesa de Alba, España. 
Excmo. Sr. Thomas Kestil, Presidente Federal de la República de Austria. 
Excmo. Sr. Miguel Don Ancos Da C. Lisboa Trovoada. Presidente de la República Democrática de Santo Tomé y Príncipe. 
Excmo. Sr. Carlos Whanon Veiga. Primer Ministro de Cabo Verde. 
Excmo. Sr. Joao Bernardo Viera. Presidente de Guinea Bissau. 
Honorable D. B. Wijetunge. Primer Ministro de Sri Lanka. 
Excmo. Sr. Clifford Darling, Gobernador General de Bahamas. 
Excmo. Sr. Vytautas Landsbergis. Presidente del Parlamento de la República de Lituania. 
Ministro de Cultura y Turismo de Turquía. 
Excmo. Sr. Katana Ngala, Ministro de Turismo y Medio Ambiente de Kenia. 
Excmo. Sr. Bader Al-Yaqub. Ministro de Información de Kuwait. 
Excmo. Sr. Ebrahim Al-Shahin. Ministro del Ayuntamiento de Kuwait.1992 
Honorable Sr. David O.Kombo, Viceministro Comercial de Kenia.1992 
Excmo. Sr. Adolf Ogi. Vicepresidente del consejo Federal Suizo, Suiza. 
Excmo. Sr. Abdulwahad Fouzan. Ministro de Sanidad de Kuwait. 
Excmo. Sr. Jean Luc Malekat. Ministro de Finanzas del Congo. 
Mrs. Quayle, esposa del Vicepresidente de USA. 
Sra. Klerk. Esposa del Presidente de Sudáfrica. 
Fondos de Arte de la Compañía Fujitsu, Japón. 
Colección Humboll, Venezuela. 
Monasterio de la Rábida, Huelva, España. 
Biblioteca Colombina de la Catedral de Sevilla, España. 
Fondos de Arte del Hotel V Centenario, Santo Domingo, República Dominicana. 
Fondos de Arte de la Fundación Nao Santa María, (Haruki Kadokawa), Japón. 
Fondos de Arte del Ayuntamiento de Cartagena de Indias, Colombia. 
Museo de la Marina, Colombia. 
Ayuntamiento de El Ejido, Almería, España.
- 1991

Colección Takuya Hirai. RNC, Japón. 
- 1990

Colección J. Yuste. Madrid, España. 
Colección Sam Benady, Madrid - Londres- Buenos Aires; España, Gran Bretaña, Argentina. 
- 1988

Colección de los Barones Thyssen, España. 
- 1985

Colección Jhon Holm. Suecia. 
Colección R. Aguayo, España. 
- 1976

Fondos de Arte de la Compañía de Seguros Cahispa, España. 
Colección V. Aunión, España.